# 尼維 (布斯克區)
49°59′57″N 24°37′40″E / 49.99917°N 24.62778°E
尼維（烏克蘭語：Ниви），是烏克蘭西部的村莊，隸屬利維夫州的佐洛奇夫區。該村面積0.12平方公里，海拔高度217米，2001年人口28，人口密度每平方公里233.33人。